# Richard Kiel
Richard Kiel (ur. 13 września 1939 w Detroit, zm. 10 września 2014 we Fresno) – amerykański aktor filmowy.
Wyróżniał go wzrost (217,8 cm). Znany jest najlepiej z drugoplanowej roli zabójcy o pseudonimie „Buźka” (Jaws) lub Szczęka, w dwóch filmach z serii o przygodach Jamesa Bonda: Szpieg, który mnie kochał (1977) i Moonraker (1979). Oprócz swojej imponującej postury, w roli Buźki lub Szczęki, wyróżniały go kobaltowe zęby, wielka siła i „niezniszczalność”. W pojedynkę wygrał z rekinem. Przeżył m.in. wypadnięcie z pędzącego pociągu i upadek z urwiska w jadącym samochodzie. Zyskał sympatię fanów i jako jeden z niewielu aktorów zagrał czarny charakter w więcej niż jednym filmie o Bondzie.
Początkowo Kiel imał się różnych prac, włącznie z pełnieniem funkcji „bramkarza” w nocnym klubie, lecz od końca lat 50. zaczął grywać drobne role w filmie i telewizji, odpowiednie do swoich warunków fizycznych. Popularność przyniosła mu dopiero wspomniana rola Buźki.
Zagrał również u boku Harrisona Forda i Roberta Shawa w popularnym filmie wojennym Komandosi z Navarony (1978), gdzie wcielił się w rolę dowódcy czetników kpt. Dražaka.
Oprócz aktorstwa, Kiel był współtwórcą scenariusza i producentem filmu familijnego The Giant of Thunder Mountain (1991). W 2002 napisał autobiografię pt. Making it BIG in the Movies.
Należał do ewangelikalnych chrześcijan, twierdził, że przeżył nowe narodzenie.
Na 3 dni przed swoimi 75. urodzinami, 10 września 2014 zmarł na zawał serca w szpitalu we Fresno, gdzie został przyjęty kilka dni wcześniej.

## Filmografia
- Eegah (1962) jako Eegah
- Strefa mroku (1959–1964; serial TV) jako Kanamit (gościnnie, 1962)
- Zwariowany profesor (1963) jako kulturysta na siłowni
- Wagabunda (1964; znany także pt. Wolny jak ptak) jako siłacz
- Wyspa Gilligana (1964–1967; serial TV) jako duch (gościnnie, 1966)
- Skidoo (1968) jako Beany
- W pogodny dzień zobaczysz przeszłość (1970) jako Blacksmith
- Najdłuższy jard (1974) jako Samson
- Starsky i Hutch (1975–1979; serial TV) jako Iggy (gościnnie, 1976)
- Express Srebrna Strzała (1976) jako Reace
- Szpieg, który mnie kochał (1977) jako „Buźka”
- Komandosi z Navarony (1978) jako kpt. Dražak
- Moonraker (1979) jako „Buźka”
- Jak świetnie (1981) jako Eddie
- Wyścig Cannonball II (1984) jako Arnold, kierowca Mitsubishi
- Niesamowity jeździec (1985) jako Club
- Nie z tego świata (1987–1991; serial TV) jako Norman (gościnnie, 1988)
- Więcej czadu (1989) jako Irving
- Farciarz Gilmore (1996) jako pan Larson
- Inspektor Gadżet (1999) jako sławny wielki facet ze srebrnymi zębami
- Zaplątani (2010) – Vlad (głos)